# Yoshino Aoyama
Yoshino Aoyama (jap. 青山吉能 Aoyama Yoshino; ur. 15 maja 1996 w prefekturze Kumamoto) – japońska seiyū i piosenkarka, pracująca dla agencji 81 Produce.

## Biografia
Aoyama urodziła się 15 maja 1996 roku w prefekturze Kumamoto. Podczas nauki w gimnazjum była członkinią szkolnego chóru, gdzie spędzała większość czasu. Była również fanką różnych mang, zwłaszcza serii Samurai Deeper Kyō. W rezultacie zdecydowała się na karierę seiyū. Po wzięciu udziału w kilku otwartych przesłuchaniach, ostatecznie została obsadzona jako Yoshino Nanase w anime Wake Up, Girls!. W 2015 roku Aoyama, wraz z Mayu Yoshioką i Minami Tanaką, zdobyła nagrodę specjalną podczas 9. edycji Seiyū Awards.
W marcu 2020 roku miała przerwę z powodów medycznych, do pracy zaś wróciła w następnym miesiącu.
9 marca 2022 roku zadebiutowała jako piosenkarka solowa swoim pierwszym singlem zatytułowanym „Page”.

## Filmografia

### Seriale anime
2014
- Wake Up, Girls! – Yoshino Nanase[9]

2016
- Shakunetsu no takkyū musume – Yura Yuragi[10]

2017
- Ren’ai bōkun – Guri[11]
- Isekai shokudō – Tiana Silvario XVI[12]

2019
- The Promised Neverland – Alicia, Mark[12]

2020
- Natsunagu! – Izumi Chiba[13]
- Murenase! Seton gakuen – Chroe Mashima[14]
- Shachō, Battle no jikan desu! – Makoto[15]
- Deca-Dence – Linmei[16]
- Maesetsu! – kierownikczka festiwalu kultury[12]

2021
- 86 – uczennica[12]
- Duel Masters King! – Pyonchiki[17]
- Kageki shōjo!! – Akina Horiguchi[12]
- PuraOre! Pride of Orange – Mami Ono[18]

2022
- Bocchi the Rock! – Hitori Gotō[19]

### Gry wideo
2018
- Tokimeki Idol – Tsubasa Aoyama[20]

### Dubbing
2019
- Tomek i przyjaciele – Nia[21]